# Doble

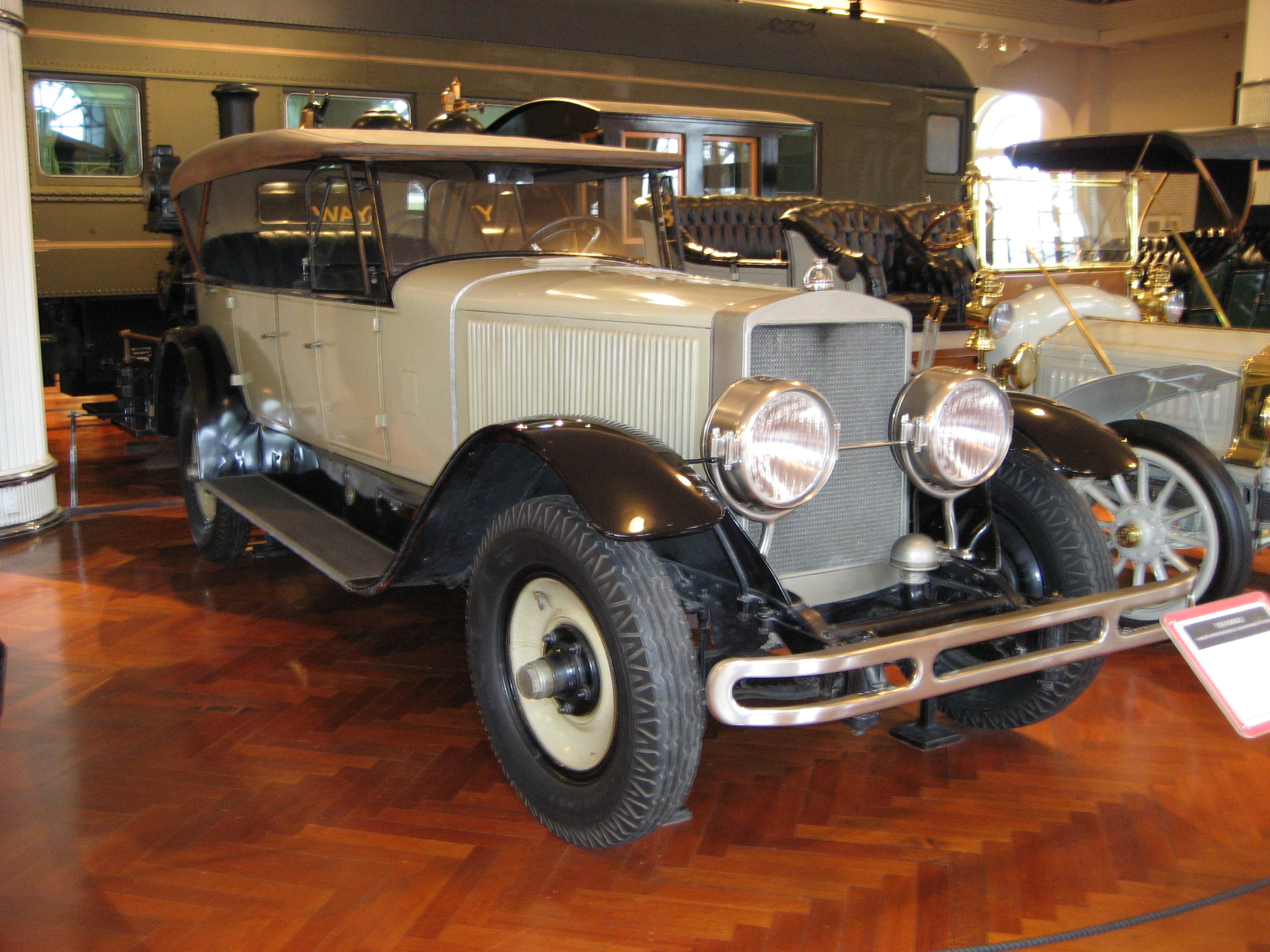
Doble Model E 1924

Doble var en amerikansk tillverkare av ångbilar som verkade mellan 1909 och 1931. Företaget grundades i Waltham, Massachusetts men flyttade senare till Detroit, Michigan.